# 若林勝三
若林 勝三（わかばやし しょうぞう、1943年（昭和18年）11月23日 - ）は、日本の官僚。元沖縄開発事務次官、日本地震再保険会長。大阪府出身。

## 略歴
- 1966年（昭和41年） 国家公務員採用上級甲種試験（法律）合格
- 1967年（昭和42年）
  - 京都大学法学部卒業[3]
  - 4月 大蔵省入省（大臣官房財務参事官室[4]）[1]
- 1968年（昭和43年）8月 大阪国税局調査部
- 1970年（昭和45年）8月 大蔵省銀行局金融制度調査官付
- 1971年（昭和46年）7月 大蔵省銀行局総務課係長
- 1972年（昭和47年）7月10日 大阪国税局福知山税務署長
- 1977年（昭和52年）7月 主計局給与課課長補佐
- 1979年（昭和54年）7月 主計局主計官補佐（総理府係主査）
- 1981年（昭和56年）7月 国税庁長官官房総務課課長補佐
- 1982年（昭和57年）6月11日 大蔵省大臣官房企画官兼国税庁長官官房総務課
- 1983年（昭和58年）6月16日 環境庁企画調整局環境保健部保健企画課長
- 1985年（昭和60年）6月25日 大蔵省大臣官房企画官兼大臣官房調査企画課
- 1986年（昭和61年）6月10日 大蔵省主計局給与課長
- 1987年（昭和62年）
  - 7月1日 大蔵省主計局主計官（総理府、司法、警察担当）兼主計局給与課長
  - 7月15日 免・兼主計局給与課長
- 1989年（平成元年）6月23日 大蔵省証券局流通市場課長
- 1990年（平成2年）7月5日 大蔵省関税局企画課長
- 1991年（平成3年）
  - 6月11日 大蔵省証券局総務課長兼証券局資本市場課長
  - 6月18日 免・兼証券局資本市場課長
- 1992年（平成4年）6月26日 東京税関長
- 1993年（平成5年）6月25日 国税庁課税部長
- 1994年（平成6年）7月1日 大阪国税局長
- 1995年（平成7年）5月26日 国税庁次長
- 1996年（平成8年）7月5日 証券取引等監視委員会事務局長
- 1997年（平成9年）7月11日 沖縄開発庁振興局長
- 1998年（平成10年）6月30日 沖縄開発事務次官
- 2001年（平成13年）
  - 1月5日 退官
  - 7月 日本証券業協会専務理事[2]
- 2004年（平成16年）6月 日本地震再保険株式会社代表取締役会長[2]
- 2010年（平成22年）6月 日本電産株式会社取締役[2]
- 2014年 (平成26年) 6月 日本電産取締役退任[5]、瑞宝重光章受章[6]
- 2015年 (平成27年) 6月 日本地震再保険顧問[7]
- 2016年 (平成28年) 3月 ユニオンツール取締役